# Spanisches Blatt

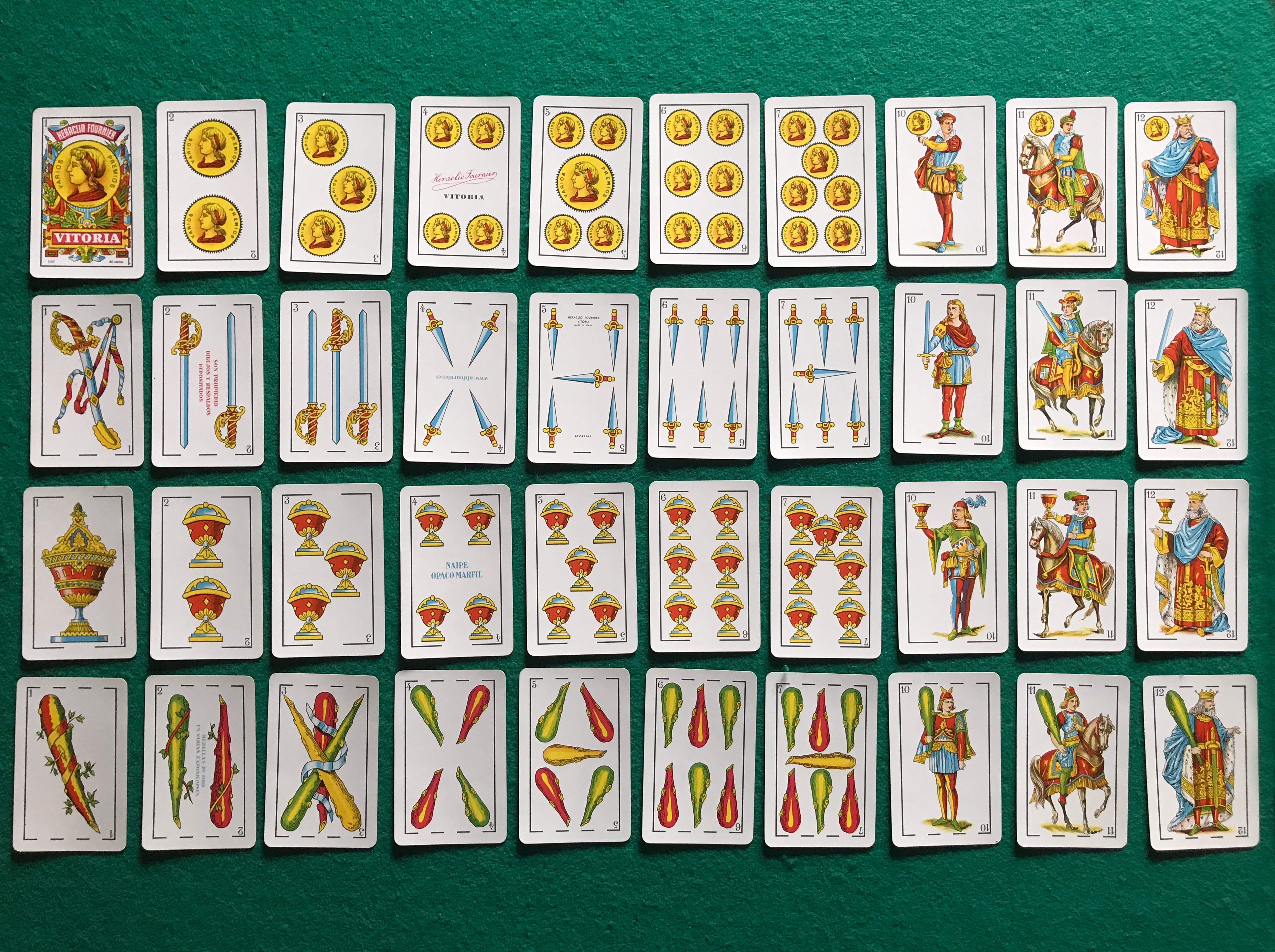
Kastilisches Bild, eingeführt von Heraclio Fournier

Das Spanische Blatt ist ein Spielkarten-Satz, der aus den vier Farben Schwerter, Stäbe, Kelche und Münzen besteht. Darüber hinaus hat es üblicherweise 40 oder 48 Karten, oder sogar 50, wenn zwei Joker enthalten sind. Es wird als eine Art des lateinischen Blatts kategorisiert und weist starke Ähnlichkeiten mit dem portugiesisches Blatt, dem italienisches Blatt und teilweise mit dem französischen Blatt auf. Karten mit spanischen Farben werden in Spanien, Italien, Teilen von Frankreich, Hispanoamerika, Nordafrika und den Philippinen verwendet.

## Beschreibung

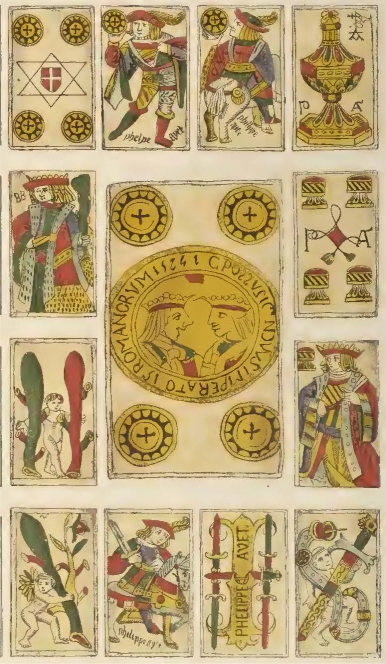
Karten nach dem Toledo-Bild aus dem Jahr 1574. Sie sind eng mit den Sevilla- und französisch-spanischen Bilder verwandt.

Spielkarten, vermutlich chinesischen Ursprungs, wurden spätestens im 14. Jahrhundert im Mamluken-Ägypten übernommen und verbreiteten sich von dort auf die Iberische Halbinsel. Das spanische Wort naipes (Spielkarten) ist ein Lehnwort aus „nā'ib“, den Reihen der Bildkarten im Mamluk-Blatt. Die früheste Erwähnung von „naip“ stammt aus einem valencianischen Reimwörterbuch von Jaume March II aus dem Jahr 1371, allerdings ohne Kontext oder Definition. Um 1380 war „naipero“ (Kartenmacher) ein anerkannter Beruf. Im Dezember 1382 wurden Kartenspiele in der Getreidebörse von Barcelona verboten. Der Stadtrat von Valencia erließ 1384 ein pauschales Verbot für „un novell joch apellat dels naips“ (ein neues Spiel namens Karten).
Karten im „maurischen Stil“ wurden im späten 14. oder frühen 15. Jahrhundert in Katalonien hergestellt. Anders als bei modernen spanischen Blättern gab es eine Zehn-Karte, was darauf schließen lässt, dass die ersten spanischen Kartenspiele aus 52 Karten bestanden. Durch das Weglassen eines Ranges wurde das Kartenspiel auf 48 Karten reduziert, was die Kartenproduktion vereinfachte: ein ganzes Kartenspiel konnte aus nur zwei ungeschnittenen Blättern hergestellt werden. Decks mit 48 Karten haben neun Zahlenkarten (1–9) und drei Bildkarten (10–12). Seit Mitte des 20. Jahrhunderts werden sie üblicherweise mit zwei Jokern verkauft, sodass insgesamt 50 Karten enthalten sind. Die reduzierten Decks haben 40 Karten, ohne die Achter und Neuner sowie Joker. Die Beliebtheit des reduzierten Decks ist auf das L'Hombre-Spiel zurückzuführen, das im 17. Jahrhundert in ganz Europa populär wurde.

### Gestaltung

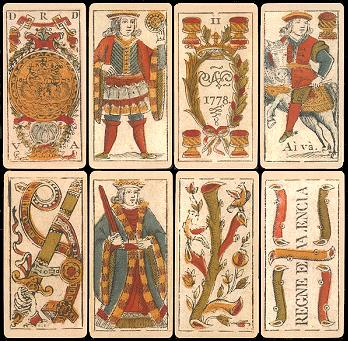
Karten nach dem Valencia-Bild von 1778. Sie sind eng mit dem Altkatalanischen Bild verwandt.

Die spanischen Farben ähneln stark denen italienischer, da beide von den maurischen Karten abgeleitet sind. Die vier Farben sind bastos (Stäbe od. Keulen), oros (wörtlich „Gold“, d. h. Goldmünzen), copas (Kelche) und espadas (Schwerter). Im Gegensatz zu den in Norditalien verwendeten Farben sind spanische Schwerter gerade, und die Stäbe ähneln eher knorrigen Knüppeln als zeremoniellen Stäben. Schwerter und Kreuz überschneiden sich ebenfalls nicht (außer bei der Kreuz 3). Zwei erhaltene frühe Kartenspiele enthielten sich überschneidende Keulen- und Schwerter-Symbole wie italienische oder mamlukische Karten. Die Spanier haben die Kartenzeichen im 15. Jahrhundert möglicherweise getrennt, um sie leichter unterscheiden zu können (einige Exportkarten behielten die sich überschneidenden Symbole, wie z. B. das Portugiesische Blatt).

### La Pinta
Jede Karte hat einen Umriss, um die Farbe zu unterscheiden, ohne alle Karten zu zeigen: Die Kelche haben eine Unterbrechung, die Schwerter zwei, die Keulen drei und die Münzen-Karten keine. Dieses Zeichen wird la pinta genannt und führte zu dem Ausdruck: „Ich erkannte ihn an seinen Zeichen.“ La pinta tauchte erstmals Mitte des 17. Jahrhunderts auf. Wie das Tarock mit italienischen Farben wird das Deck meistens zum Spielen und nicht sehr zum Kartenlegen verwendet. 

### Bildkarten
Die drei Bildkarten jeder Farbe haben ähnliche Bilder wie Bube, Dame und König im französischen Spiel und haben den gleichen Rang. Es handelt sich um die Sota, die dem Buben/Bauern ähnelt und in der Regel einen Pagen oder Knappen darstellt, den Caballo (Ritter, wörtlich „Pferd“) und den Rey (König). Es gibt Beispiele für historische Kartenspiele, die sowohl den Caballo als auch die Reina (Königin) enthielten, wobei der Caballo einen niedrigeren Wert als die Dame hatte. Diese spanische Karten enthalten keine Zahlen oder Buchstaben wie im französischen Blatt. Wendbare (Doppelbild) Bildkarten gibt es, sie sind aber nicht beliebt. Es gibt auch französische Kartenspiele mit 52 Karten und spanischen Bildern. Diese haben englische Eckindizes, was bedeutet, dass der Ritter den „Q“-Index der Dame hat.

### Kartensteuer
Im 16. Jahrhundert war Spanien das erste Land, das Spielkarten besteuerte. Die verschiedenen Regionen überwachten ihre Steuerschulden, indem sie von den Herstellern, die oft Monopole (estanco) waren, verlangten, sich an ein regionales Bild für lokal verkaufte Karten zu halten. Bekannte regionale Bilder sind die von Sevilla, Madrid, Toledo, Navarra, Valencia und Katalonien. Es gab auch Exportbilder, möglicherweise einschließlich des wenig bekannten Toulouse/Girona-Bilds oder der „Drachenkarten“. Spanien und Frankreich exportierten sich gegenseitig Karten, was erklärt, warum die Könige und Buben in französischen Bildkarten ihren spanischen Gegenstücken ähneln, insbesondere die stehenden Könige. Es gab einige absichtliche Kopien; der Münzkönig der Sevilla- und französisch-spanischen Bilder ist nahezu identisch mit dem Herzkönig des Rouen-Bilds mit französischen Farben, das nach England exportiert wurde und durch jahrhundertelange schlechte Reproduktion als „Selbstmordkönig“ bekannt wurde.

## Heutige Standardbilder
Standardbilder sind Kartendesigns im Public Domain, die in der Vergangenheit oder Gegenwart von verschiedenen Verlagen gedruckt wurden. Es handelt sich um regionale Bilder, die auch heute noch verwendet werden. Kartenspiele mit 50 Karten haben zwei Joker.

### Kastilisches Bild

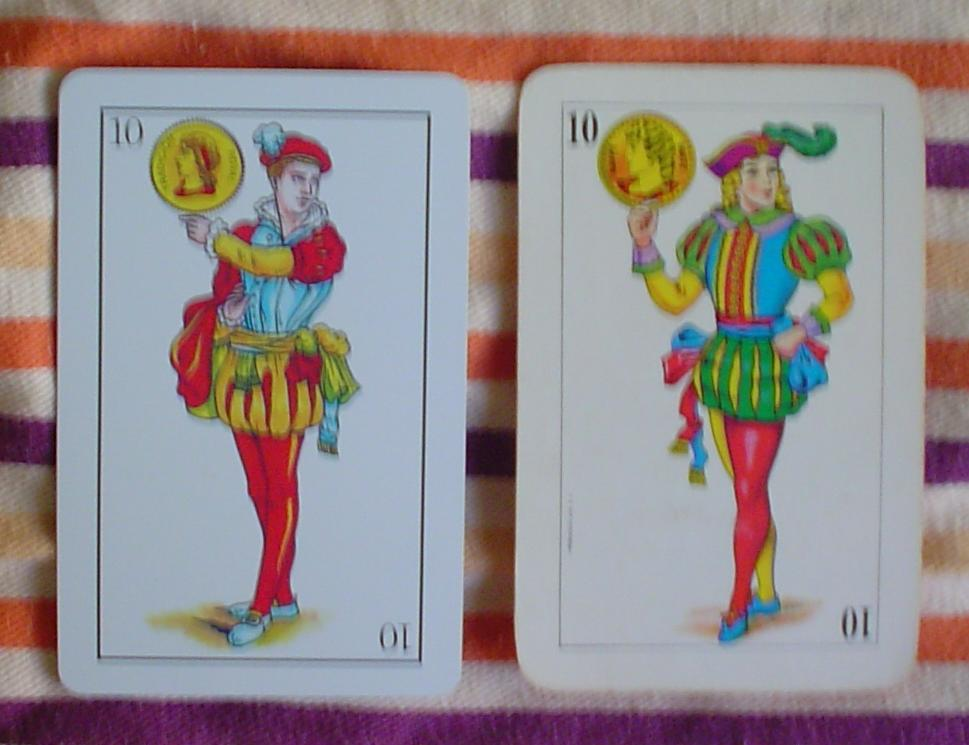
Münzenbube, kastilisch (links) und mexikanisch (rechts)

Das Kastilische Bild ist das am weitesten verbreitete Bild in Spanien. Es wurde 1889 von Heraclio Fournier entworfen und veröffentlicht und verdrängte zu Beginn des 20. Jahrhunderts die älteren Bilder in Spanien. Fournier nahm einige bemerkenswerte Neuerungen an spanischen Karten vor, wie z. B. die Vergabe von Bärten an die Könige, das Hinzufügen von Gesichtern zu den Münzen, dolchartige Schwerter und rote Kelche. Die Figuren tragen fantastische pseudomittelalterliche Kostüme. Die Kartenspiele werden in Paketen mit 40 oder 50 Karten geliefert.
| Farbe    |           |        |        |        |
| Deutsch  | Schwerter | Kelche | Münzen | Keulen |
| Englisch | Swords    | Cups   | Coins  | Clubs  |
| Spanisch | Espadas   | Copas  | Oros   | Bastos |

Das Mexikanische Bild wurde 1923 von Clemente Jacques vom kastilischen abgeleitet. Die Ritter tragen breitkrempige Hüte, aber das auffälligste Merkmal ist die Verwandlung aller Buben in Frauen. Sie werden in Kartenspielen mit 40 Karten angeboten, früher wurden jedoch auch 50-Blatt-Kartenspiele hergestellt.

### Spanisches Nationalbild

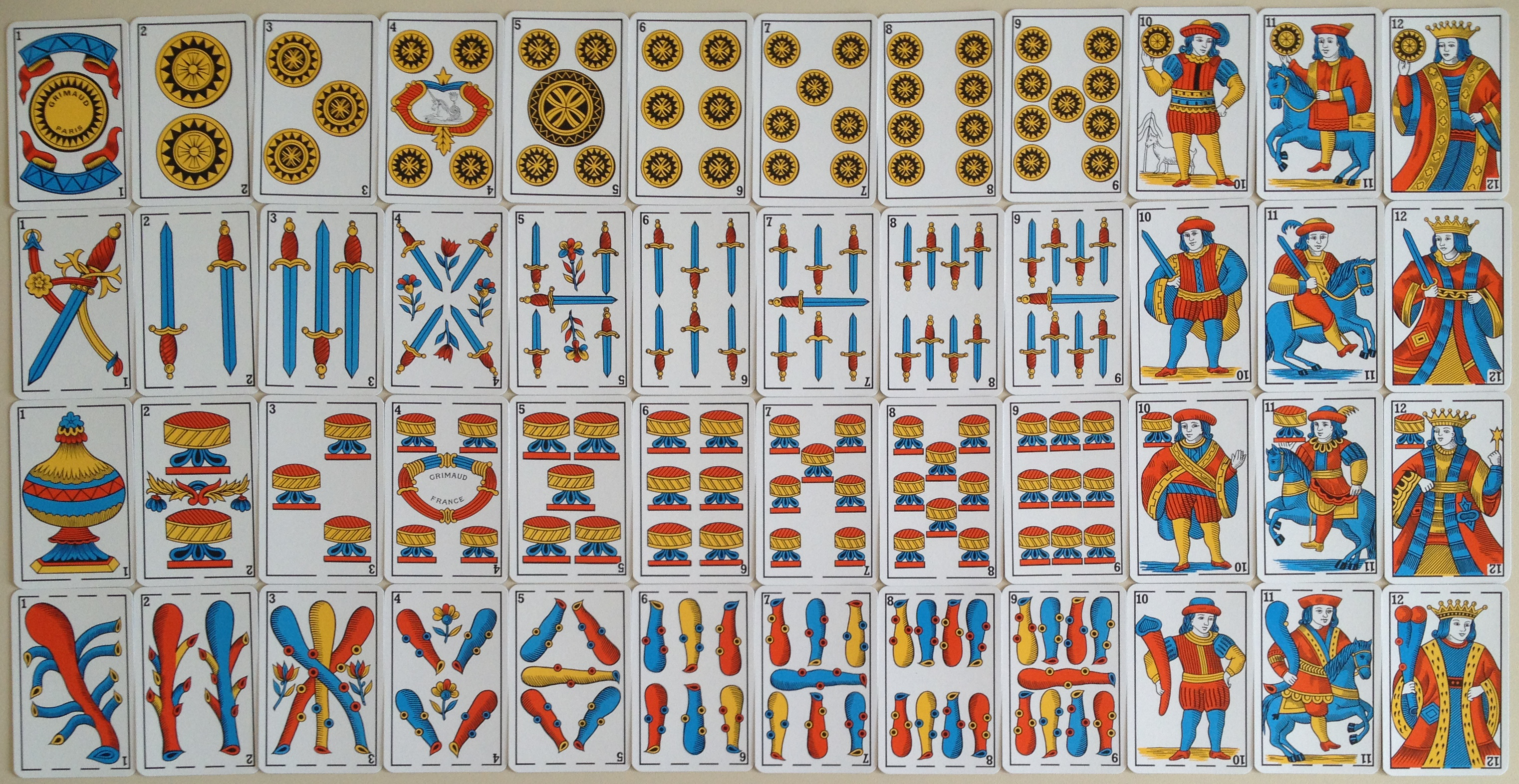
Spanisches Nationalbild oder Altkatalanisches Bild. Beachten Sie die „la pinta“ an den Rändern.

Das Spanische Nationalbild, auch als Altes Katalanisches Bild bekannt, entstand im 17. Jahrhundert in Barcelona und wurde im späten 18. Jahrhundert vom Monopol „Real Fabrica“ als National- und Exportmuster ausgewählt. Diese Entscheidung bedeutete, dass die Bilder Madrid, Toledo, Valencia und Sevilla nicht mehr gedruckt wurden. Nach dem Zusammenbruch der „Real Fabrica“ während des Iberischen Halbinselkrieges wurde das Bild in seiner reinen Form in seinem Heimatland nicht mehr gedruckt, führte jedoch zur Entstehung der verschiedenen unten beschriebenen Tochterbilder. Es ist heute in Nordafrika, insbesondere in Marokko, Algerien und Ecuador, zu finden. Könige tragen lange Gewänder, die bis zur Pinta reichen. Normalerweise ist auf dem Münzbuben eine Ziege (ursprünglich ein Hund) abgebildet, die im Hintergrund an einer Stange angebunden ist, wie im Pariser spanischen Bild. Manchmal ist auf dem Kelchritter die archaische Inschrift „AHI VA“ aufgedruckt. Sie sind in Kartenspielen mit 40 oder 48 Karten zu finden.
Das Cádiz-Bild findet sich heute auf den Philippinen und in Teilen Hispanoamerikas. Es wurde vom spanischen Nationalbild abgeleitet. Es war in seinem Heimatland nie beliebt und wurde hauptsächlich als Exportspiel für die Kolonien entwickelt. Es verwendet den alten goldenen Kelch des spanischen Nationalbilds, und der Kelchritter trägt die archaische Inschrift „AHI VA“. Könige tragen lange Gewänder, die ihre Füße freigeben, während die niederen Hofbeamten bauschige Schultern und gesteppte Hosen haben. Sie werden in Kartenspielen mit 40 oder 50 Karten angeboten.
| Farbe    |           |        |        |        |
| Deutsch  | Schwerter | Kelche | Münzen | Keulen |
| Englisch | Swords    | Cups   | Coins  | Clubs  |
| Spanisch | Espadas   | Copas  | Oros   | Bastos |

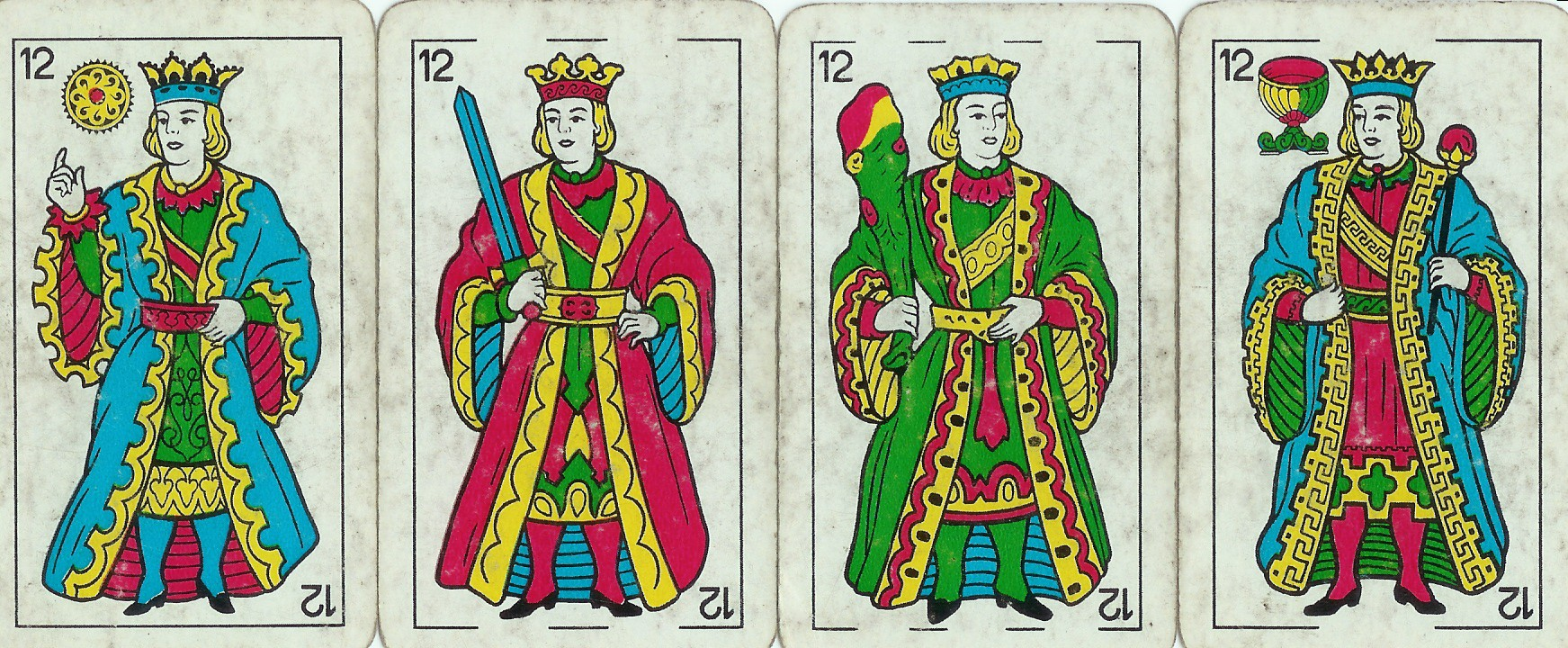
Modernes spanisches Katalanisches Bild: die Könige

Das Moderne Spanische-Katalanische Bild ist das zweitverbreitetste Bild in Spanien und in Hispanoamerika sehr verbreitet. Das auffälligste Merkmal ist die Form der Kelche, die nun an gelbe und grüne Eierbecher erinnern. Die Gewänder der Könige sind geöffnet, sodass die Waden freigelegt sind. Die Hoffiguren sind glattrasiert, doch im Comas-Bild tragen alle Könige Schnurrbärte. Im Guarro-Bild tragen die Kelch- und Schwertkönige Bärte, ihre Ritter und der Schwertbube Schnurrbärte. Sie werden in Kartenspielen mit 40 oder 50 Karten gespielt.
| Farbe       |           |        |        |         |
| Deutsch     | Schwerter | Kelche | Münzen | Keulen  |
| Englisch    | Swords    | Cups   | Coins  | Clubs   |
| Katalanisch | Espases   | Copes  | Oros   | Bastons |
| Spanisch    | Espadas   | Copas  | Oros   | Bastos  |

Das Französisch-Katalanische Bild entstand ebenfalls aus dem spanischen Nationalbild. Die ursprüngliche Form der goldenen Kelche wurde beibehalten, die Könige erhielten jedoch Bärte. Könige tragen lange Gewänder, die ihre Beine und Füße vollständig verdecken. Ducale, eine Tochtergesellschaft von Cartamundis France Cartes, ist der letzte Hersteller dieses Bilds. Es wird in Decks mit 48 Karten für die lokale Version von Truc verkauft.
Das Pariser Spanisch oder Estilo Pariser Bild ist nur noch in Uruguay erhalten. Es war früher auch in anderen Teilen Südamerikas zu finden, beispielsweise in Ecuador und Kolumbien. Es entstand als spanisches Exportbild nach Frankreich, das wiederum von Pariser Kartenherstellern kopiert und nach Südamerika exportiert wurde. Es enthält viele Einflüsse von Aluette. In den ältesten Decks waren weibliche Ritter zu sehen. Die drei niedrigsten Keulenkarten haben ebenfalls Pfeile im Aluette-Stil. Eine Hand hält das Keulenass in einer Weise, die an das Tarot de Marseille erinnert. Manchmal zeigen die Münzenvieren in der Mitte ein Seeungeheuer, wie in einigen spanischen Nationaldecks. Der Münzbube zeigt einen an einen Pfahl gebundenen Hund. Die Karten werden in Kartenspielen mit 40 oder 50 Karten verkauft.

### Französisch-Spanisches Bild
Das Französisch-Spanische Bild existierte und wurde in ganz Frankreich verwendet, möglicherweise schon vor der Erfindung der französischen Farben. Es ist eng verwandt mit dem ausgestorbenen Sevilla-Bild, wenn nicht sogar von diesem abgeleitet. Obwohl es in seiner ursprünglichen Form ausgestorben ist, hat es zu den folgenden Bildern geführt, denen allesamt la pinta und numerische Indizes fehlen.

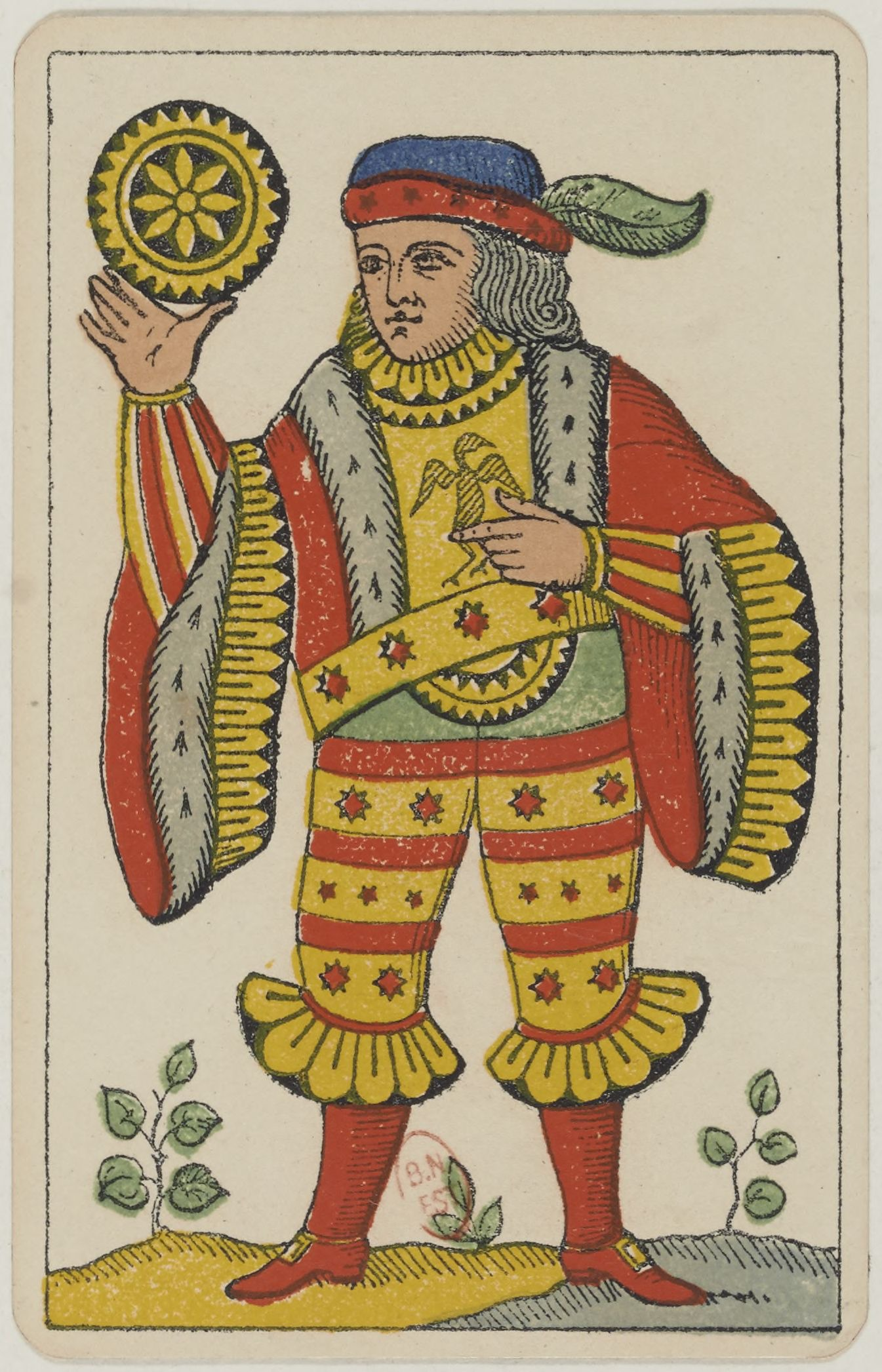
Aluette: Münzbube

Aluette ist ein Spiel, das in der Bretagne und der Vendée gespielt und mit einem eigenen spanischen Kartenspiel geliefert wird. Es weist viele archaische Merkmale auf, die in den meisten Kartenbildern nicht mehr zu finden sind, wie z. B. einen sechszackigen Stern auf der Münzvier oder die sich küssenden Katholischen Monarchen auf der Münzfünf. Die Keulen haben kleine Pfeilsymbole und die Ritter sind androgyn. Das Münzass hat einen großen Adler, wie viele spanische Kartenspiele, die in Italien zu finden sind. Es wird mit 48 Karten geliefert. Ab 2020 war Grimaud, eine weitere Tochtergesellschaft von Cartamundis France Cartes, der letzte Hersteller dieses Kartenspiels. Jetzt aber scheint er die Karten nicht mehr im Internet zu kaufen. Seit 1998 verwendet Grimaud Spielhierarchie-Indizes, da die Aluettekarten nicht alle auf dem Nennwert der Karten basieren.
| Farbe       |           |        |        |        |
| Deutsch     | Schwerter | Kelche | Münzen | Keulen |
| Englisch    | Swords    | Cups   | Coins  | Clubs  |
| Spanisch    | Espadas   | Copas  | Oros   | Bastos |
| Französisch | Épée      | Coupe  | Denier | Bâton  |

Regionale Bilder in Italien:
Französische Farben (gelb)
Deutsche Farben (cyan)
Italienische Farben (grün)
Spanische Farben (orange):
12. Piacentine
13. Romagnole
14. Napoletane
15. Siciliane
16. Sarde

Spielkarten (italienisch: carte da gioco) gibt es in Italien seit dem späten 14. Jahrhundert. Bis Mitte des 19. Jahrhunderts bestand Italien aus vielen kleineren, unabhängigen Staaten, was zur Entwicklung unterschiedlicher regionaler Spielkartenmuster führte. Das Italienische Blatt bezieht sich üblicherweise nur auf Karten aus dem Nordosten Italiens rund um die ehemalige Republik Venedig, die größtenteils in Norditalien, Teilen der Schweiz, Dalmatien und im südlichen Bucht von Kotor Montenegro vorkommen. In anderen Teilen Italiens werden traditionell lokale Varianten des spanischen Blatts, französischen Blatts oder deutscher Farben verwendet. Das italienische Blatt ist, neben dem spanischen, als eine Art des lateinischen Blatts kategorisiert.
Als lateinische Karten verwenden italienische und spanische Karten die Farben Schwert (spade), Kelch (coppe), Münze (denari) und Stab (bastoni). Alle italienischen Kartenblätter haben drei Bildkarten pro Farbe: den Bube Buben (fante), den Cavall (cavallo) und den König (re), es sei denn, es handelt sich um ein Tarockspiel. In diesem Fall wird zwischen dem Cavall und dem König eine Dame (donna oder regina) eingefügt.
Das Piacentiner Bild ist das nördlichste der in Italien vorkommenden Karten mit spanischen Farben und neben dem Neapolitanischen Blatt eines der beliebtesten. Es ist auch das einzige, das regelmäßig mit Doppelbilder verkauft wird. Piacenza wurde wie Sizilien und Neapel vom spanischen Haus Bourbon regiert. Der Grund für die Verwendung spanischer Farben in der Region liegt darin, dass die französischen Besatzungstruppen im späten 18. Jahrhundert Aluette-Karten mitbrachten. Die frühesten Piacentiner-Karten ähnelten stark den Aluette-Karten, entwickelten sich aber im späten 19. Jahrhundert zu ihrem heutigen Aussehen, bevor sie Mitte des 20. Jahrhunderts umkehrbar wurden. Das Münzass trägt einen Adler, ähnlich wie bei Aluette- und sizilianischen Karten, während das Schwertass von einem Engel gehalten wird. Wie alle spanischen Karten in Italien fehlt ihnen die la pinta und sie werden mit 40 Karten geliefert.
| Farbe       |           |        |        |         |
| Deutsch     | Schwerter | Kelche | Münzen | Keulen  |
| Englisch    | Swords    | Cups   | Coins  | Clubs   |
| Spanisch    | Espadas   | Copas  | Oros   | Bastos  |
| Italienisch | Spade     | Coppe  | Denari | Bastoni |

### Madrider Bild
Die frühesten bekannten Beispiele des Madrider Bilds stammen aus Frankreich und wurden möglicherweise als Exportprodukt nach Spanien eingeführt und in Madrid hergestellt. Obwohl dieses Bild im 18. Jahrhundert ausstarb, hinterließ es Nachkommen in Süditalien, wo Spanien einen nachhaltigen Einfluss auf die ehemaligen Königreiche Neapel und Sizilien ausübte. Die beiden unten aufgeführten, miteinander verbundenen Bilder entstanden während der spanischen Herrschaft und ersetzten die früheren portugiesischen Blätter. Beide stammen vom ausgestorbenen Madrider Bild ab. Je nach Hersteller können die Buben weiblich sein. Diese Kartenspiele sind außerdem klein, nur geringfügig größer als das durchschnittliche Patience-Karten.
Das Sizilianische Bild entstand als grobe Kopie des Madrider Bilds. Diese Karten befinden sich auch in anderen Teilen Süditaliens, in denen einige Spieler sie gegenüber dem neapolitanischen Bild bevorzugen. Das Ass der Münzen hat einen einköpfigen Adler. Nicht nur die Keulendrei, sondern auch die Farbenzeichen der Zweier und Dreier der „langen Farben“ (Schwert und Stab) kreuzen sich gegenseitig. Viele Karten haben kleine Bilder, um die Lücken zwischen den Kartenzeichen zu füllen.
| Farbe       |           |         |        |         |
| Deutsch     | Schwerter | Kelchen | Münzen | Keulen  |
| Englisch    | Swords    | Cups    | Coins  | Clubs   |
| Spanisch    | Espadas   | Copas   | Oros   | Bastos  |
| Italienisch | Spade     | Coppe   | Denari | Bastoni |

Das Neapolitaner Bild behält weniger Merkmale des Madrider Bilds als sein konservativeres sizilianischeres Geschwister. Es ist das am weitesten verbreitete Bild Italiens. Das Münzenass verfügt über einen doppelköpfigen Adler und die Keulendrei hat eine groteske Maske. Das neapolitanische Bild wird auch in Argentinien hergestellt, weil es dort eine große Diaspora-Population gibt. Die argentinische Version enthält 50 Karten und la pinta.
| Farbe       |           |        |        |         |
| Deutsch     | Schwerter | Kelche | Münzen | Keulen  |
| Englisch    | Swords    | Cups   | Coins  | Clubs   |
| Spanisch    | Espadas   | Copas  | Oros   | Bastos  |
| Italienisch | Spade     | Coppe  | Denari | Bastoni |

### Sardisches Bild

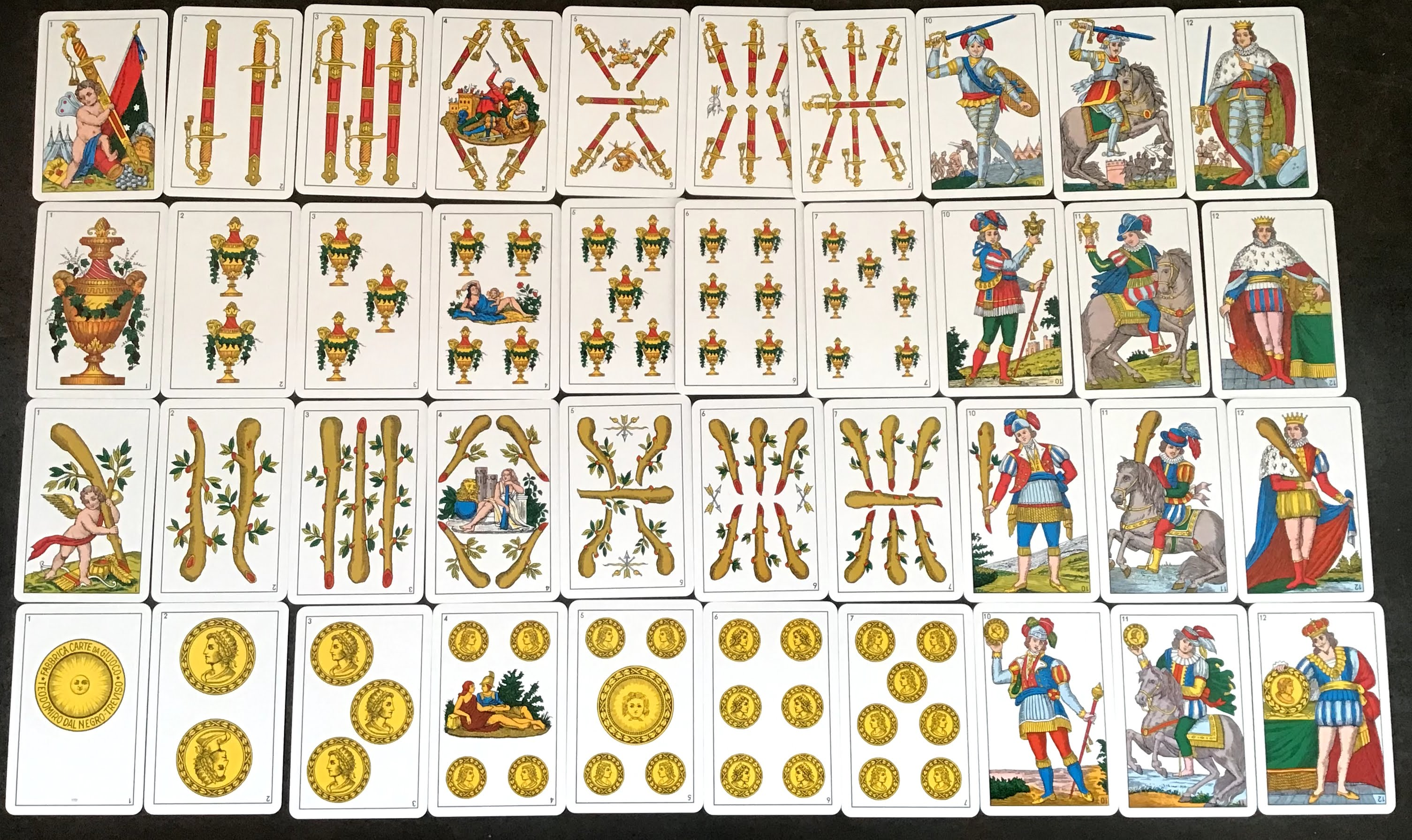
Sardisches Bild

Das ursprünglich als Roxas Bild bekannte Sardische Bild wurde 1810 von José Martinez de Castro in Madrid für Clemente Roxas entworfen. Es wurde auf Sardinien populär und dort als lokaler Standard übernommen. Das auffälligste Merkmal sind die Szenen in den Vieren jeder Farbe. Die Münzen weisen ebenfalls Motive im kastilischen Stil auf. Die Keulendrei hat keine sich überschneidenden Kartensymbole. Dies ist das einzige Blatt mit spanischen Farben in Italien, das numerische Indizes hat.
| Farbe       |           |        |        |         |
| Deutsch     | Schwerter | Kelche | Münzen | Keulen  |
| Englisch    | Swords    | Cups   | Coins  | Clubs   |
| Spanisch    | Espadas   | Copas  | Oros   | Bastos  |
| Italienisch | Pik       | Kupfer | Denari | Bastoni |

## Spiele
Spiele, die traditionell spanische Karten verwenden:
- Stichspiele:
  - Aluette
  - Botifarra
  - Brisca, beliebtes spanisches Spiel, ähnelt dem italienischen Briscola
  - Julepe
  - Manilla
  - Ombre, das klassische Spiel, das das Konzept von Reizen im Kartenspiel einführte.
  - Pocha oder Mona, Variante von Stiche-Raten
  - Triunfo, Vorgänger von L'Hombre
  - Truc (oder Truco)
  - Tute
- Raubspiele:
  - Cuarenta, Nationalspiel Ekuadors
  - Escoba
  - Ronda, aus Marokko
- Zieh-und-Ablege-Spiele:
  - Chinchón
  - Conquian, frühestes westliches Rummy-Spiel
  - Cuajo, philippinische Variante von Four Color Cards
- Weitere:
  - Burro
  - Cinquillo, ein Auslegespiel
  - Mus, ein sehr beliebtes Bietspiel
  - Siete y media, ähnelt sehr dem Blackjack